# 山宮正
山宮 正（さんぐう ただし、1959年3月25日 - ）は、東京都目黒区出身の日本の元自転車競技選手。ベルギー居住。

## 人物・来歴
東海大学付属相模高等学校を経て東海大学へ進学。同大学時代に自転車選手としてのキャリアをスタート。高校時代はサイクリング部に所属。
大学卒業後、宮田工業に入社し、「ミヤタ・レーシングチーム」に所属するが、大学の卒業旅行で訪れたイタリアで、トラックレースを観戦したことをきっかけに、海外でレース活動を行いたいとの夢が膨らみ、留学を志望していたところ、1983年、自転車ウェアの製造会社、パールイズミの支援を受けてアメリカのコロラドへと渡米。コロラドではパールイズミ社がスポンサーになっていたPedal Pushersのメンバーとして、ロッキー山脈の山岳ロードレースを中心に活動。北米大陸において最も高地で行なわれるMt.Evans（ゴール地点標高4,300m）には、1983、1984年に2年連続で出場し、2回とも完走した。
しかし、1ドルが250円だった当時のアメリカでは、日々の生活を送るのが精一杯な状況であったため、持参してきた資金が底をつく状態になっていた。そこで一旦帰国して再度渡航しようと考えたところ、パールイズミの担当者からオランダ行きを勧められ、1984年、同国Alkmaar（アルクマール）に拠点を移すことになった。
オランダでは1984年より北オランダのクラブチーム　Alcmaria Vidtrix に所属。と同時に本格的にオランダを拠点にレース活動を行い、ロードレースとトラックレースのドミフォンを主体に活動。特にドミフォンでは、オランダ人ペーサーとのペアで冬季屋内トラックのイベントなどで活躍を見せていた。また、当時発行されていた自転車競技マガジンで連載コラムも担当していた。
1985年はパールイズミ社の欧州市場調査などの業務を外部スタッフとして担当し、同社の代理人としてオランダ自転車競技連盟と4年間のウエアースポンサー契約を成立させた。その後、1986年からは日本通運のオランダ現地法人に就職。
転機が訪れたのは1990年。同年、日本で世界選手権自転車競技大会が開催されることになったため、ジャパン・プロロード・プロジェクトに加入 し、プロに転向。そしてグリーンドーム前橋で行われた同年のトラックレース世界選手権のプロ・ドミフォン種目に、最初で最後の出場を果たすことになった。しかし世界選手権では、当時の日本プロフェッショナル自転車競技連盟の方針により、オランダ人ペーサーとのペアが組めず、日本人のペーサーを起用して挑んだが、ウイルス性の気管支炎による体調不良のため予選敗退となった。
同年12月には、フランス・グルノーブルで開催された冬季屋内トラック選手権に日本代表としてドミフォンレースに参加したが、不運にもペーサーのオートバイ故障というアクシデントに見舞われ、決勝進出を逃した。
JPPで1991年まで活動した後、1992年よりオランダのプロチーム Elro Snacks に採用され、同チームで1994年まで3年間活動。本人曰く、成績が残せずティームに辞めたいと提言した所、身長が150センチと極めて低い為、「非常に目立つので居るだけでアピールできるから居て欲しい。」と言われ承諾し残留。東洋人で身長が低い為、マスコットとして採用された極めて特殊なケースと言えよう。
引退後はオランダにスポーツマネージメントオフィース Japan Sports Project B.V. を設立。全日本ロードナショナルチームのコーチとして1998年オランダ、1999年イタリア、2000年フランス、2001年ポルトガル、2002年ベルギー、2004年イタリアの世界選手権に参加している。1999年からは日本学生自転車競技連盟の欧州遠征事業でベルギー・オランダにおける選手指導を行なっている。2010年からは、パールイズミ社が始めた「パールイズミ　ロードレーススクール」のコーチも担当している。尚、1994年に10年間居住したオランダからベルギーに移転。